# Rhododendron mollianum
Rhododendron mollianum är en ljungväxtart som beskrevs av Sijfert Hendrik Koorders. Rhododendron mollianum ingår i släktet rododendron, och familjen ljungväxter. Inga underarter finns listade i Catalogue of Life.